# Inside of Emptiness
Albums de John Frusciante
DC EP
(14 sept. 2004) A Sphere in the Heart of Silence
(23 nov. 2004)
Inside of Emptiness est le septième album solo de John Frusciante, publié le 26 octobre 2004 par le label Record Collection.

## Genèse et enregistrement
Il est le quatrième album d'une série de six, écrits et publiés entre février 2004 et février 2005. Le genre musical est très différent, beaucoup plus proche du hard rock que ses prédécesseurs et successeurs.
Josh Klinghoffer et Omar Rodríguez-López, fidèles collaborateurs de l'artiste, participent à la réalisation de cet album. 
L'artiste décrit son album comme étant "très puissant mais d'une manière douce. Il y a une qualité apaisante. Il comporte des choses très dures et même les choses douces portent une dureté en elles. La chanson "Scratches" est lourde émotionnellement pour moi, bien que ce ne soit pas des guitares distordues et une batterie lourde. Il y a une autre chanson sur un couple dont le bébé est mourant. Il y a beaucoup de spontanéité, d'imprudence et du fait de s'en foutre".
L'album est réédité le 11 décembre 2012 par le label Record Collection en vinyle 180 grammes, accompagné de liens de téléchargements de l'album aux formats MP3 et WAV.

## Titres de l'album
Toutes ces chansons ont été écrites par John Frusciante.
1. What I Saw – 4:00
2. The World's Edge – 2:34
3. Inside A Break – 3:07
4. A Firm Kick – 4:33
5. Look On – 6:10
6. Emptiness – 3:34
7. I'm Around – 3:49
8. 666 – 4:53
9. Interior Two – 2:27
10. Scratches – 4:19

## Personnes ayant collaboré
- John Frusciante : chant, guitare, synthétiseur, clavier, basse dans The World's Edge et 666, producteur, designer
- Josh Klinghoffer : batterie, basse, clavier, chant, guitare dans I'm Around, solo de guitare dans Inside A Break et Emptiness
- Omar Rodríguez-López : première guitare dans 666
- Ryan Hewitt : ingénieur, mixeur
- Kevin Dean : assistant
- Bernie Grundman : monteur
- Lola Montes : photographe
- Mike Piscitelli : Designer
- Dave Lee : technicien